# Isla de Bellingshausen
La isla de Bellingshausen es una de las islas más australes de las islas Sandwich del Sur. Junto a la isla Tule y a la isla Cook, forman el grupo denominado islas Tule del Sur.
En esta isla se ubican dos de los puntos que determinan las líneas de base de la República Argentina, a partir de las cuales se miden los espacios marítimos que rodean al archipiélago.

## Geografía
La isla es un estratovolcán o cono volcánico de andesita y basalto con fumarolas activas, que posee una forma alargada, cuya máxima longitud es de 1,7 kilómetros. Es más ancha en su parte sur, y sus costas son inaccesibles. El cráter, de bordes irregulares, tiene unos 152 metros de ancho y 61 metros de profundidad, y se formó explosivamente entre 1968 y 1984. Debido al calor de la actividad volcánica, está libre de hielo.
El punto más alto de la isla es el pico Basilisco de 255 m s. n. m., nombre que le fue dado por el Comité de Topónimos Antárticos del Reino Unido en 1971. El canal Mauricio la separa de la isla Cook, ubicada a dos kilómetros al oeste, y el pasaje Forster la separa de la isla Blanco, ubicada a 47 km al noreste. El extremo norte de la isla lo marca la punta Norte, y el sur la punta Isaacson. El extremo este es la punta Dentada y el oeste, la punta Hardy.
Esta isla se encuentra fuera del área regida por el Tratado Antártico, pues se ubica ligeramente al norte del paralelo 60° S que por convención establece el límite de los territorios antárticos. Sin embargo, como todas las islas del archipiélago, se encuentra dentro de la convergencia antártica y es parte de Antártida vista como bloque continental.

## Historia
Se cree que la isla fue avistada el 31 de enero de 1775 por la expedición de James Cook en su barco Resolution, quien llamó Southern Thule al conjunto de las islas Cook, Thule y Bellingshausen ya que pensó que eran una sola isla. 
En enero de 1820 el explorador ruso de origen alemán Fabian Gottlieb von Bellingshausen en el barco Vostok, determinó que era una isla separada.
Fue cartografiada en 1930 por personal del RRS Discovery II, que la denominó Bellingshausen. El primer desembarco conocido en la isla fue realizado por un helicóptero del HMS Protector en 1962, y posteriormente también en 1964. En 1997 el rompehielos británico HMS Endurance realizó una investigación geológica y biológica en el archipiélago.
Sus costas fueron recorridas en febrero de 1952 por el personal de los barcos argentinos ARA Hércules y ARA Sarandí. Estos barcos recorrieron las costas de las Sandwich del Sur como parte de la denominada «Operación Foca» dentro de la campaña antártica argentina de 1951-1952.
La isla nunca fue habitada ni ocupada, y como el resto de las Sandwich del Sur es reclamada por el Reino Unido que la hace parte del territorio británico de ultramar de las Islas Georgias del Sur y Sandwich del Sur, y por la República Argentina, que la hace parte del departamento Islas del Atlántico Sur dentro de la provincia de Tierra del Fuego, Antártida e Islas del Atlántico Sur.